# César Loyola
César Gerson Loyola Campos (13 settembre 1965) è un ex calciatore peruviano, di ruolo attaccante.

## Carriera

### Club
Ha giocato nel campionato peruviano e messicano.

### Nazionale
Con la maglia della Nazionale ha collezionato 11 presenze e la convocazione per la Copa América 1987.